# Aurantia
Aurantia är ett natrium- eller ammoniumsalt till hexanitrodifenylamin, ett gult färgämne som använts för fotografiska ljusfilter. Det har även använts för färgning av läder och siden.